# Urne-cabane

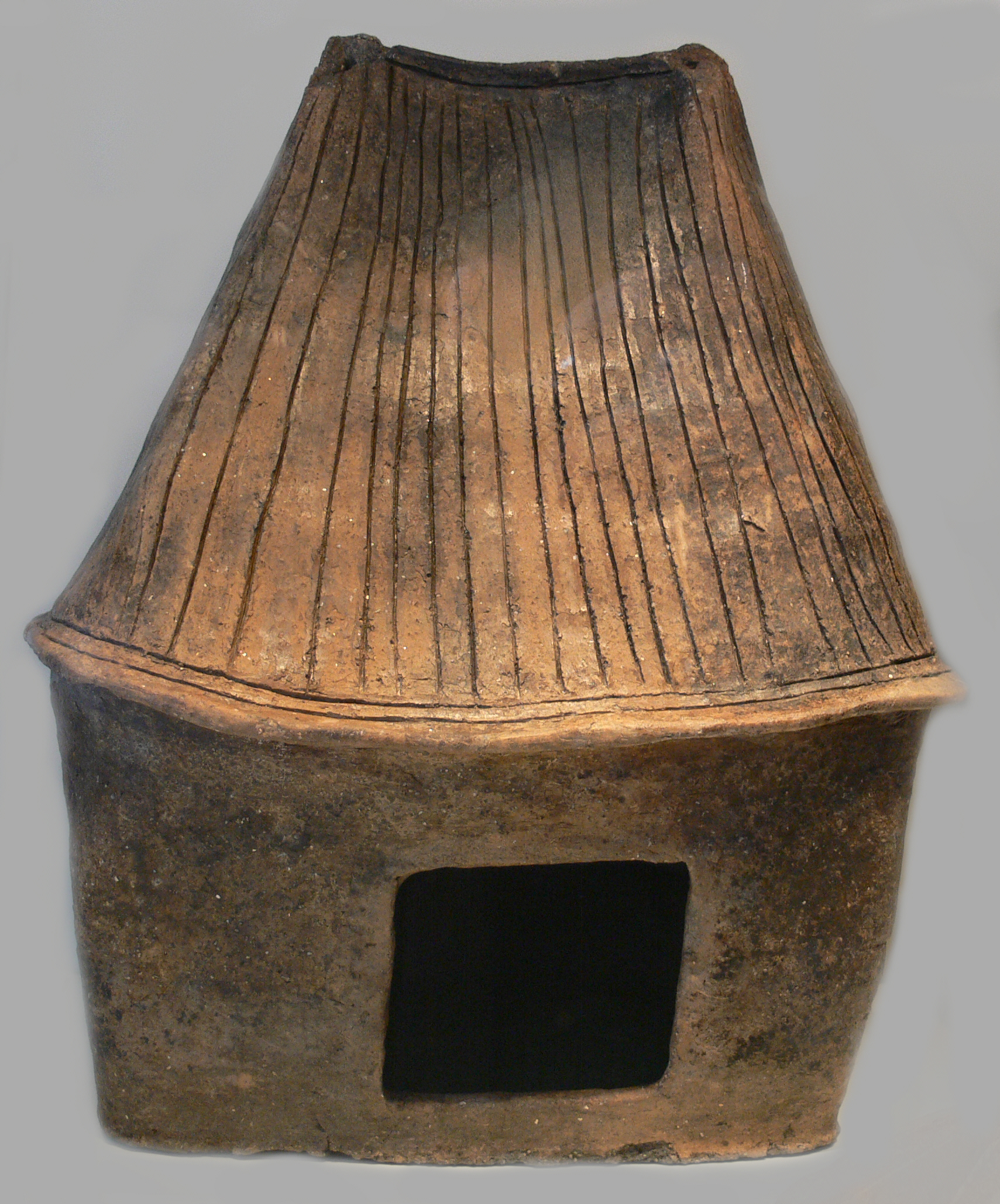
urne-cabane en terre-cuite

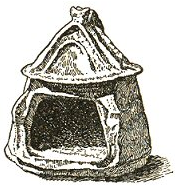
Gravure d'une urne-cabane (1901).

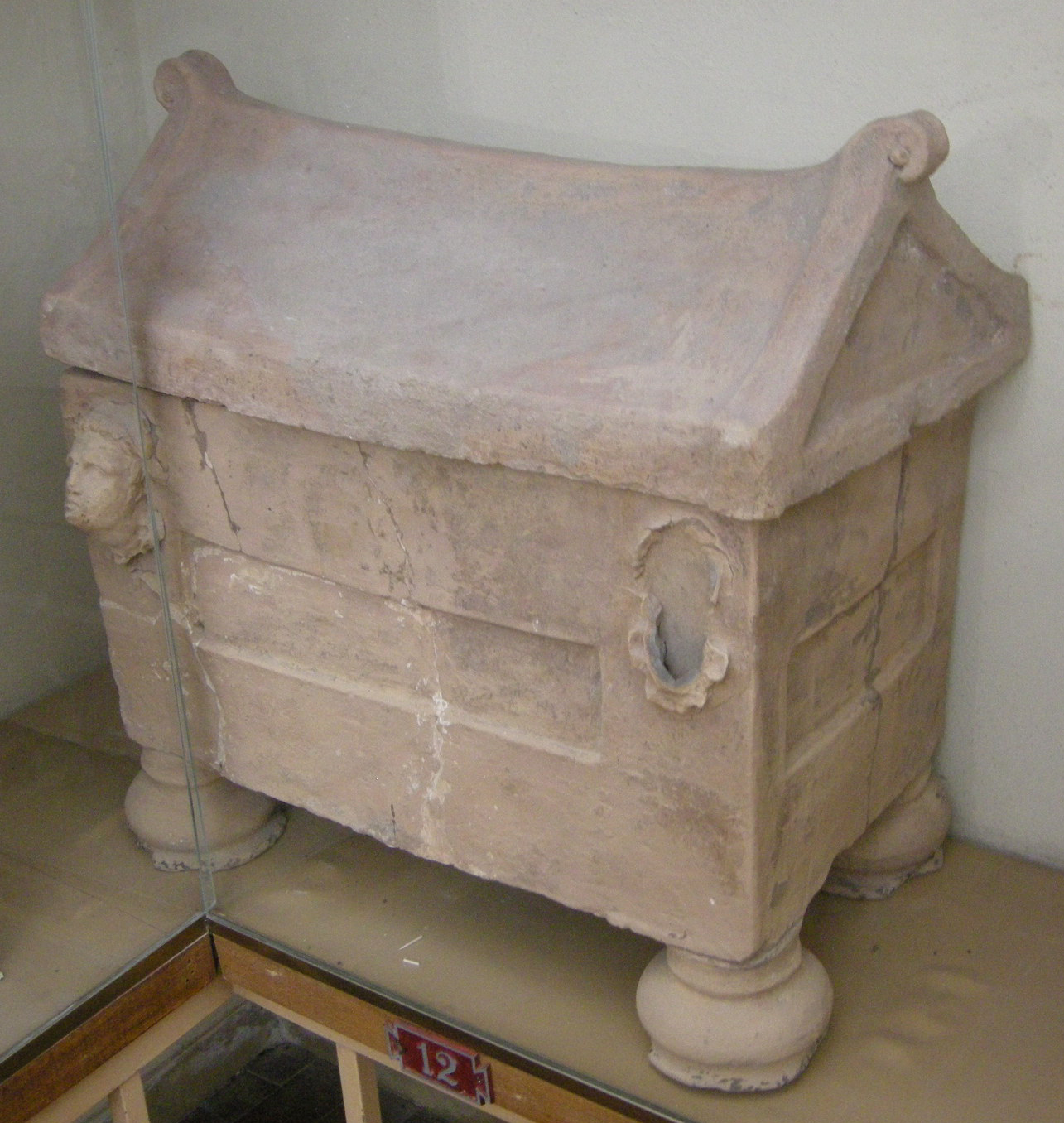
Urne en pierre au musée Guarnacci.

L'urne-cabane est une urne funéraire étrusque dont la forme rappelle celle d'une des habitations contemporaines du défunt.
Typique de l'âge du fer étrusque  du Latium des IXe et VIIIe siècles av. J.-C., elle accueille les restes du mort dans la forme de l'habitation qu'il pratiquait, alors que les rites funéraires suivants deviendront anthropomorphes (tête de canope de Chiusi, couvercle figurés des sarcophages en albâtre, en terracotta, en pierre).
Certains détails de cette forme (en pierre ou en métal) éclairent précisément des savoir-faire des artisans pour les habitats de leur temps : plan ovale ou rectangulaire, rarement circulaire, porte d'entrée sur le côté cour, parois en feuillages et en canné imperméabilisées par une couche d'argile, poteaux de bois plantés dans le sol, toit à double pente, composé de bois recouvert de paille et de branchages, deux ouvertures symétriques pour l'aération et l'évacuation de la fumée.
Ces urnes funéraires contenaient les ossements en partie consumés ; le rite d'incinération viendra plus tard, avec un retour ensuite à l'inhumation, puis de nouveau à la crémation. Les urnes garderont la forme extérieure de la cabane puis se styliseront pour donner des sarcophages en pierre de type architectonique (forme à arêtes franches et droite) puis à figuration, d'abord en bas-reliefs sur les flancs, ensuite représentant le mort dans la pose du banqueteur. On retrouvera la forme inversée de la cabane dans l'intérieur du tombeau excavé (tomba a camera et tomba a volta), enfoui sous un tumulus (nécropole de Monterozzi).

## Exemples typiques
- Tombe A de Monte Cucco, première moitié du IXe siècle av. J.-C., céramique à pâte claire, hauteur 25,2 cm,  base 28,5 × 29 cm, musées du Vatican (inv. 15395).
- Nombreux exemples dans les collections du  Musée archéologique national de Tarquinia.
- Variations multiples au musée Guarnacci de Volterra.